# Millepertuis à feuilles de gramen
Hypericum gramineum
Espèce
Classification APG III (2009)
Le Millepertuis à feuilles de gramen (Hypericum gramineum) est une espèce de plantes à fleurs de la famille des Clusiacées selon la classification classique de Cronquist (1981) ou à celle des Hypéricacées selon la classification phylogénétique APG III (2009).
C'est une plante herbacée vivace qui mesure de 10 à 40 cm de haut et a des feuilles simples ovales ou lancéolées.
Elle est originaire d'Australie et de Nouvelle-Calédonie.